# Park Narodowy Lurë
Park Narodowy Lurë (alb. Parku Kombëtar i Lurë) obejmuje obszar 1280 hektarów obszaru górskiego z kilkunastoma jeziorami polodowcowymi, w okręgu Dibra, w Albanii. Założony został w 1966 r. Duża część parku obejmuje góry Kunora e Lurës z najwyższym szczytem o wysokości 2119 m n.p.m.
Największą atrakcją parku są znajdujące się na jego terenie jeziora ukształtowane w zlodowaceniu Würm. Jeziora położone są na wysokości od 1200 do 1500 m n.p.m. Zamieszkują w nich m.in. traszka zwyczajna oraz traszka grzebieniasta.
Największymi jeziorami są:
- Jezioro Wielkie (alb.: Liqeni i Madh)
- Jezioro Czarne (alb.: Liqeni i Zi)
- Jezioro Kwiatów (alb.: Liqeni i Luleve)
- Jezioro Krowie (alb.: Liqeni i Lopeve)

Park Narodowy Lurë zamieszkują rzadkie gatunki ssaków: niedźwiedź brunatny, wilk eurazjatycki oraz ryś.
Po upadku komunizmu w Albanii (1991) drzewostan parku był na rabunkową skalę wycinany przez pozyskujących drewno ubogich mieszkańców regionu.